# Carpodesmia barbatula
Espèce
Carpodesmia barbatula (basionyme : Cystoseira barbatula) est une espèce d’algues brunes de la famille des Sargassaceae.

## Nomenclature
Carpodesmia barbatula a pour synonymes selon AlgaeBase (29 août 2020):
- synonyme homotypique :
  - Cystoseira barbatula Kütz., 1860 (basionyme) ;
- synonyme hétérotypique :
  - Cystoseira graeca Schiffner ex Gerloff & Nizamuddin, 1975.

## Liste des variétés
Selon World Register of Marine Species (29 août 2020) :
- variété Cystoseira barbatula var. densa Schiffner

## Distribution
Cystoseira barbatula est endémique de la mer Méditerranée.